# Lophostoma silvicolum
Lophostoma silvicolum là một loài động vật có vú trong họ Dơi mũi lá, bộ Dơi. Loài này được d'Orbigny mô tả năm 1836.

## Hình ảnh

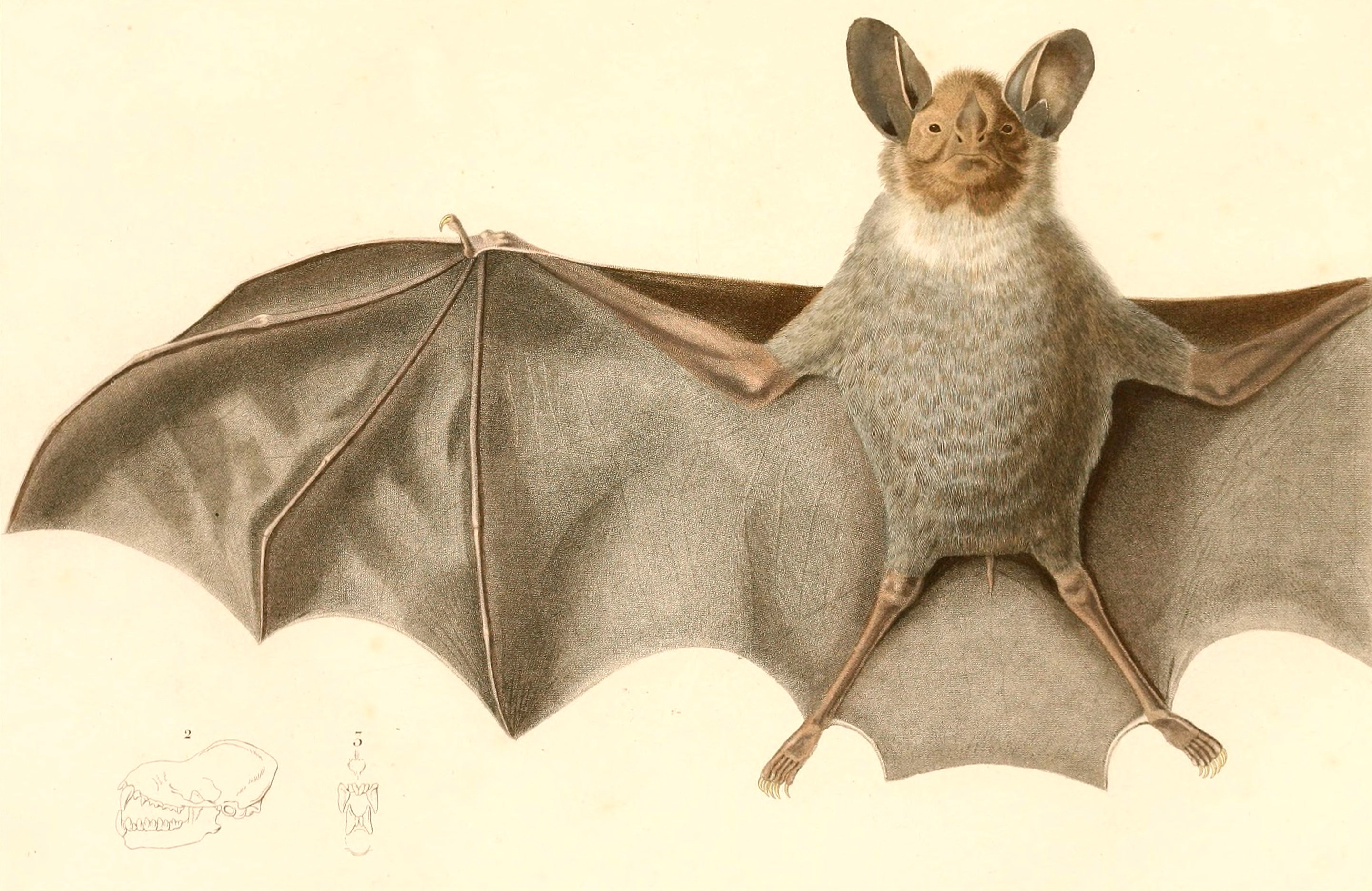